# Harry Pleva
Harry Pleva (* 29. Juli 1929 in Stuttgart; † 5. Januar 2017 ebenda) war ein deutscher Komponist, Pianist und Dirigent.
Harry Pleva war dreimal verheiratet und hatte zwei Söhne und eine Tochter.

## Leben
Harry Pleva wurde am 29. Juli 1929 in Stuttgart als Sohn des Kaufmanns und Amateurmusikers Ernst Pleva geboren. Nachdem seine Mutter 1935 an Diphtherie gestorben war, heiratete sein Vater die Ballettmeisterin Anni Marks-Pleva. Aus dieser Ehe entstanden zwei weitere Kinder: Seine Halbschwester Doris Pleva trat in die Fußstapfen ihrer Mutter als Balletttänzerin. Der Halbbruder Jörg Pleva wurde ein bekannter Fernseh- und Theaterschauspieler.
Bereits mit 5 Jahren erhielt Harry Klavierunterricht, erst bei seinem Vater, später bei Bertle in Stuttgart. Bereits mit sieben Jahren stand Harry Pleva das erste Mal vor Publikum auf der Bühne. 1946, im Alter von 17 Jahren, wurde er nach einer Sonderprüfung für Hochbegabte an der Musikhochschule Stuttgart aufgenommen. Ziel des Studiums war eine Ausbildung zum Konzertpianisten.
Im Alter von 20 Jahren heiratete er seine erste Frau Susanne. Mit ihr bekam er eine Tochter und einen Sohn. Um seine Familie trotz des Studiums ernähren zu können, begann er sich seinen Lebensunterhalt als Jazzmusiker zu verdienen. Er spielte vor allem in den Clubs und Veranstaltungen der amerikanischen Kasernen in und um Stuttgart.
Nach Abschluss seines Studiums 1961 bekam er eine Festanstellung an der Staatsoper Stuttgart und war bis 1968 musikalischer Assistent des Generalmusikdirektors Ferdinand Leitner.
In den 1960er Jahren gründete Harry Pleva mit Kollegen des Staatstheaters den Harry Pleva Chor sowie das Harry Pleva Orchester, mit welchen er zahlreiche Schallplattenaufnahmen machte.
Von 1968 bis 1970 war er 1. Kapellmeister des Staatstheater am Gärtnerplatz in München. Dort lernte er auch seine 2. Frau kennen, die Sopranistin Isy Orén. Mit ihr hatte er einen weiteren Sohn.
Ab 1970 war Pleva als Kapellmeister, Korrepetitor und Solorepetitor unter anderem am Staatstheater Stuttgart tätig. Ab 1973 dann zusätzlich Dozent an der Musikhochschule Stuttgart für Partiturkunde und Korrepetition.
Von 1972 bis 2001 war er Musikalischer Leiter und Dirigent des Montanara-Chors. Neben zahlreichen Fernsehproduktionen führte Harry Pleva seine Sänger auch in Konzertsäle im In- und Ausland.
Im Laufe seines Lebens spielte er als Liedbegleiter mit vielen bekannten Künstlern, wie z. B. Hermann Prey, Ruth-Margret Pütz, Eva Randová oder Ludwig Hoelscher.
1994 heiratete er seine 3. Frau Heidemarie.
Eva Randová war es dann, die Harry Pleva 1997 während ihrer Zeit als Intendantin der Staatsoper Prag an diese holte. Dort führte Pleva die Operette Die Fledermaus auf und ging mit dieser 1998 auf Japan-Tournee.

## Werke (Auswahl)
- 2009: Jahreszeiten, Harry Pleva (Solo), CD im Eigenverlag
- 1987: Die schönsten Weihnachtslieder, Harry Pleva Chor, LP bei Intercord
- 1983: Kein schöner Land – Der Montanara Chor mit seinen größten Erfolgen , Montanara Chor, LP bei Telefunken / Regenbogen
- 1981: Die Himmel rühmen..., Montanara-Chor, LP bei Telefunken
- 1978: Es löscht das Meer die Sonne aus,  Harry Pleva Chor, LP bei Intercord
- 1977: Traummelodie, Chor und Orchester Harry Pleva, LP bei Intercord / Nobile Verlag
- 1974: Kein schöner Land, Chor und Orchester Harry Pleva, LP bei Intercord

## Weblink
- Montanara Chor Stuttgart – Ein Gütesiegel in Sachen Chorgesang – Das Original aus Stuttgart. In: montanarachor.de. Abgerufen am 20. Januar 2017.